# Rae Russelová
Rae Russelová (nepřechýleně Rae Russel; 16. května 1925 Brooklyn – 17. října 2008 Petaluma) byla americká fotografka, která se specializovala na fotožurnalistiku a rodinné portréty. Byla známá jako jako členka newyorské organizace Photo League.

## Životopis
Rae Russelová se narodila jako Rae Schlusselová 16. května 1925 Idě a Adolfu Schlusselovi z Brooklynu v New Yorku .
Russelová zemřela 17. října 2008 ve věku 84 let v Petaluma Valley Hospital v Petalumě v Kalifornii po komplikacích po operaci mozkového nádoru. Zůstali po ní dva synové, které měla s bývalým manželem, rovněž profesionálním fotografem Alfredem Gescheidtam (1926–2011), Andrew Gescheidt (* 1958), a Jack Gescheidt (* 1960), rovněž profesionální fotograf.

## Výstavy
Její práce byly vystaveny:
- This Is the Photo League (Toto je Photo League, 1948–1949)
- The Women of the Photo League (Ženy Photo League), Higher Pictures Gallery, New York (2009)[4]
- Čtyři výstavy v Katonah Museum, New York (1965, 1970, 1975, 1983)
- Photographing Children (Fotografování dětí, 1971) a Nursing Home Organization and Operation (Organizace a provoz domu s pečovatelskou službou, 1979)[5]